# آدم محمد عز الدين
آدم محمد عز الدين (مواليد 1949) لاعب كرة قدم سوداني. تنافس في بطولة كرة القدم في دورة الألعاب الأولمبية الصيفية لعام 1972.

## روابط خارجية
- آدم محمد عز الدين على موقع أوليمبيديا (الإنجليزية)